# Marcos Assunção
Marcos dos Santos Assunção, född 25 juli 1976 i Caieiras, är en brasiliansk tidigare professionell fotbollsspelare. Han har blivit känd för sina frisparkar.
Assunção började proffskarriären i Rio Branco Esporte Clube, bytte sedan till Santos FC och blev efter en framgångsrik utlåning till Flamengo värvad av AS Roma. Han skrev 2002 på ett treårskontrakt med Real Betis i spanska La Liga. Assunção spelade fem säsonger för Betis, där han fick smeknamnet El Cañon de Heliópolis för sina stenhårda frisparkar. Efter att ha spelat två säsonger i Förenade arabemiraten återvände han till Brasilien och Grêmio Barueri.
Både Marcos Senna, som tillbringade mycket av sin karriär i Villarreal CF och även representerade Spaniens herrlandslag i fotboll, och Márcio Senna, är Assunçãos kusiner.